# Téhéran (série télévisée)
Pour les articles homonymes, voir Téhéran et Téhéran (homonymie).
Téhéran  (Anglais : Tehran, Hébreu : טהרן, Persan :  تهران) est une série télévisée d'espionnage à suspense israélienne, créée par Moshe Zonder pour la chaîne publique israélienne Kan 11, et diffusée à l'international par Apple TV+. La série a été écrite par Moshe Zonder et Omri Shenhar, est dirigée par Daniel Syrkin, et porte sur le conflit israélo-iranien.
La série a été diffusée pour la première fois sur Kan 11 en Israël le 22 juin 2020, puis dans le reste du monde sur Apple TV+ depuis le 25 septembre 2020.
Apple TV+ a annoncé le 26 janvier 2021 le renouvellement de la série d’espionnage israélienne pour une deuxième saison.
La deuxième saison est diffusée en exclusivité sur la plateforme Apple TV+ depuis le 6 mai 2022.

## Synopsis
Tamar Rabinyan, une jeune femme juive née en Iran mais élevée en Israël, est une agent du Mossad et pirate informatique envoyée à Téhéran. Sa mission est de neutraliser un radar aérien de l'Iran, afin que des avions de combat israéliens puissent bombarder une centrale nucléaire et empêcher le pays d'obtenir la bombe atomique.

## Distribution

### Acteurs principaux
- Niv Sultan (VF : Victoria Grosbois) : Tamar Rabinyan
- Shaun Toub (VF : Omar Yami) : Faraz Kamali
- Shervin Alenabi (VF : Gauthier Battoue) : Milad Kahani (saisons 1 et 2)
- Menashe Noy (VF : Bruno Abraham-Kremer) : Meir Gorev (saison 1)
- Liraz Charhi (VF : Audrey Sourdive) : Yael Kadosh (saison 1)
- Shila Ommi (VF : Dominique Westberg) : Naahid (principale depuis la saison 2, récurrente saison 1)
- Darius Homayoun : Peyman Mohammadi (saison 2)
- Glenn Close (VF : Frédérique Tirmont) : Marjan Montazemi (saison 2)
- Hugh Laurie : Eric Peterson (saison 3)

### Acteurs récurrents
- Esti Yerushaimi (VF : Karine Letellier) : Arezoo
- Arash Marandi (VF : Vincent Ronsse) : Ali
- Vassilis Koukalani (VF : Xavier Thiam) : Qasem Mohammadi
- Moe Bar-El : Karim (saison 1)
- Alex Naki (VF : Michel Mella) : Mordechai Rabinyan (saison 1)
- Reza Brojerdi : Farham Kasrai (saison 1)
- Ash Goldeh : Hassan (saison 1)
- Bahador Foladi : Amir
- Sia Alipour (VF : Benoît Cauden) : Vahid Nemati (saison 2)
- Sara Von Schwarze : Yulia Magen (saison 2)
- Bahar Pars (saison 3)
- Phoenix Raei : Ramin Rasmi (saison 3)
- Sasson Gabai : Nissan (saison 3)

### Invité
- Navid Negahban : Masoud Tabrizi (saison 1)

## Fiche technique
- Daniel Syrkin : Réalisateur
- Moshe Zonder : Producteur délégué / Scénariste / Créateur
- Eldad Koblenz : Producteur délégué
- Julien Leroux : Producteur délégué
- Peter Emerson : Producteur délégué
- Alon Aranya : Producteur délégué
- Dana Eden : Productrice déléguée / Créatrice
- Shula Spiegel : Productrice déléguée
- Ormi Shenhar : Scénariste
- Maor Kohn : Créateur

## Épisodes
| Saison | Saison | Nombre d'épisodes | Diffusion originale (Fr) | Diffusion originale (Fr) |
| Saison | Saison | Nombre d'épisodes | Début de saison          | Fin de saison            |
| ------ | ------ | ----------------- | ------------------------ | ------------------------ |
|        | 1      | 8                 | 25 septembre 2020        | 30 octobre 2020          |
|        | 2      | 8                 | 6 mai 2022               | 17 juin 2022             |

### Saison 1 (2020)
La diffusion de la première saison en France a débuté le 25 septembre 2020 sur Apple TV+ et s'est achevée le 30 octobre 2020.
| no | Titre français                          | Titre anglais                    | Durée      | Date de sortie (Fr) |
| -- | --------------------------------------- | -------------------------------- | ---------- | ------------------- |
| 1  | Atterrissage d'urgence à Téhéran        | Emergency Landing in Tehran      | 50 minutes | 25 septembre 2020   |
| 2  | Du sang sur les mains                   | Blood on Her Hands               | 44 minutes | 25 septembre 2020   |
| 3  | La fille de Yasamin                     | Yasamin's Girl                   | 48 minutes | 25 septembre 2020   |
| 4  | Shakira et Sick-Boy                     | Shakira and Sickboy              | 47 minutes | 2 octobre 2020      |
| 5  | L'autre Iran                            | The Other Iran                   | 49 minutes | 9 octobre 2020      |
| 6  | L'ingénieur                             | The Engineer                     | 47 minutes | 16 octobre 2020     |
| 7  | Le père de Tamar                        | Tamar's Father                   | 47 minutes | 23 octobre 2020     |
| 8  | Cinq heures avant le largage des bombes | Five Hours Until The Bombing Run | 49 minutes | 30 octobre 2020     |

### Saison 2 (2022)
Le 26 janvier 2021, Apple TV+ annonce renouveler la série pour une deuxième saison, qui sera diffusé en exclusivité sur sa plateforme à partir du 6 mai 2022.
| no | Titre français          | Titre anglais  | Durée      | Date de sortie (Fr) |
| -- | ----------------------- | -------------- | ---------- | ------------------- |
| 1  | 13 000                  | 13,000         | 49 minutes | 6 mai 2022          |
| 2  | Changement de programme | Change of plan | 51 minutes | 6 mai 2022          |
| 3  | TSPT                    | PTSD           | 42 minutes | 13 mai 2022         |
| 4  | Les Gosses de Riches    | The Rich Kids  | 42 minutes | 20 mai 2022         |
| 5  | Double Faute            | Double Fault   | 42 minutes | 27 mai 2022         |
| 6  | Le Choix de Faraz       | Faraz’s Choice | 41 minutes | 3 juin 2022         |
| 7  | Betty                   | Betty          | 37 minutes | 10 juin 2022        |
| 8  | Funérailles de sang     | Blood Funeral  | 41 minutes | 17 juin 2022        |

## Production

### Développement
La production a commencé le 28 octobre 2019. Certains des acteurs jouant des Iraniens sont en fait nés en Iran et parlent la langue comme langue maternelle. Niv Sultan, qui joue Tamar, a étudié le persan pendant quatre mois. En outre, elle a étudié le Krav Maga, qui est une méthode d'autodéfense israélienne.
Les rumeurs concernant une éventuelle deuxième saison de Téhéran ont commencé le 10 septembre 2020, lorsqu'il a été annoncé que le co-créateur Moshe Zonder avait signé un accord pluriannuel de "premier regard" pour créer des projets pour Apple TV+.
En décembre 2020, le producteur exécutif Julien Leroux a déclaré que la production avait commencé sur une deuxième saison bien qu'elle n'ait pas été officiellement approuvée, ce n'est que deux mois plus tard, le 26 janvier 2021, qu'Apple TV+ confirmait que la série avait été renouvelée pour la deuxième saison.
Le 22 juin 2021, on apprend que l’actrice Glenn Close nommé 8 fois aux Oscars rejoindra le casting de la saison 2 pour interpréter le rôle de Marjan Montazeri, une Britannique vivant à Téhéran.

### Tournage
La première saison a été tournée entièrement sur place à Athènes.
Le tournage de la saison 2 s’est déroulée de juillet à septembre 2021 également à Athènes.

### Distribution internationale
La série initialement diffusée sur Kan 11 (Israël) entre le 22 juin 2020 et le 27 juillet suivant.
Le programme fut vendu en juillet 2019, à Cineflix qui a alors acquis les droits de distribution mondiaux et exclusifs de la série.
Le 16 juin 2020, on apprend qu'Apple TV+ a acheté les droits de diffusions pour l'international de la série en dehors d'Israël,.
La sortie de la seconde saison était prévu initialement en exclusivité sur Apple TV+ fin 2021, mais sortira finalement au printemps 2022.

## Réception et critiques
Même avant la première diffusion de la série sur Kan 11 (sa chaine d'origine), la série a fait la une des journaux dans le monde entier, notamment à Téhéran où elle a reçu des critiques négatives, cependant, la série est bien reçue en Europe.
Les distributeurs de l'émission affirment que la série a été populaire auprès du public en Inde, au Japon et à Singapour.

### En Iran
Ainsi, le journal Kayhan, basé à Téhéran, a critiqué la série, la décrivant comme une « production anti-iranienne » pour son opposition au programme nucléaire iranien.
Les journaux iraniens Hamshahri et Mashregh News ont écrit que « dans l'émission, il est décrit que le Mossad agit non seulement de manière agressive sous l'excuse de la sécurité nationale et envoie des espions en Iran, mais que les objectifs n'ont rien à voir avec le programme nucléaire iranien ».

### En France
En France, la série reçoit des critiques généralement positives, on peut ainsi lire « Trois raisons de voir "Téhéran" » sur Paris Match, le magazine GQ France va jusqu’à titrer « Il faut absolument regarder la série d'espionnage Téhéran (sur Apple TV+) », tandis que Le Monde met la série dans sa liste d'idée de séries à regarder.
Allociné parle d'une série « d'espionnage israélienne efficace et haletante », mais également « immersive avec un suspense sans faille et une humanité bienvenue », alors que la série n'a pour le moment été qu'à moitié diffusée, elle reçoit une note moyenne de 4/5 de la part des spectateurs, avec plus de 120 notes.
Télérama quant à lui parle d'une série très bien réalisée, avec « un casting de choix international », et « une intrigue tentaculaire », soulignant la complexité des personnages. La série est notée 2T sur 3, soit « On aime beaucoup ».
Cependant, l'universitaire américain Lior B. Sternfeld, dans une critique publiée sur Orient XXI, regrette que la série, bien que « fissurant un peu l’image démoniaque » que les Israéliens ont de l'Iran, livre tout de même une image déformée de la réalité iranienne et passe sous silence l’histoire des juifs iraniens. En outre, il relève que la seule juive iranienne montrée dans la série « doit cacher son identité à son entourage, ce qui laisse croire qu’il est impossible d’être juif en Iran. »

### En Belgique
Le site Sudinfo.be titre son article sur la série en disant, « "Téhéran" le nouveau thriller d’espionnage à ne pas rater ».

### Au Canada
On peut lire une critique de Téhéran dans un article de La Presse.ca, disant notamment que « C’est une série d’espionnage qui carbure à l’adrénaline et aux missions risquées. », que « Téhéran compense son léger manque de raffinement par son efficacité. », cependant, on parle également de « coins géopolitiques arrondis ».

## Distinctions

### Récompense
- International Emmy Awards 2021 : Meilleure série dramatique

### Nomination
- Critics Choice Awards 2023 : Meilleure série en langue étrangère